# 8580 Pinsky
8580 Pinsky este un asteroid din centura principală de asteroizi.

## Descriere
8580 Pinsky este un asteroid din centura principală de asteroizi. A fost descoperit pe 14 decembrie 1996 la Prescott de Paul G. Comba. El prezintă o orbită caracterizată de o semiaxă mare de 3,11 ua, o excentricitate de 0,14 și o înclinație de 12,1° în raport cu ecliptica.